# Миямото Мусаси
Миямото Мусаси (яп. 宮本 武蔵, 1584 — 13 июня 1645), также известен как Синмэн Такэдзо, Миямото Бэнносукэ, Синмэн Мусаси-но-Ками Фудзивара-но-Гэнсин, или под своим буддийским именем Нитэн Дораку — японский ронин, считается одним из самых известных фехтовальщиков в истории Японии. Современники дали ему прозвище Кэнсэй (яп. 剣聖, «Святой Меч»). Мусаси стал знаменит благодаря выдающейся технике владения мечом, которую он с раннего детства оттачивал во множестве поединков, используя деревянный меч. Является основоположником школы Хёхо Нитэн Ити-рю или самурайского искусства боя на двух мечах нито-рю (яп. 二刀流). Школа «Земли и Неба». Ввёл понятие боккэна как вполне реального боевого оружия, а не тренировочного. Успешно использовал технику боя двумя мечами, длинным — катаной и коротким — вакидзаси. Также за два года до смерти, удалившись в пещеру на горе Кимпо неподалёку от города Кумамото, он написал «Книгу пяти колец» о тактике, стратегии и философии военного ремесла, которая пользуется определённой популярностью и в настоящее время.

## Биография
О первых годах жизни Миямото Мусаси почти ничего не известно. В своей книге он пишет, что родился в деревне Миямото в провинции Мимасака. («Мусаси» — это название местности к юго-западу от Токио). В «Нитэн Ки» датой рождения указан 1584 год: «Он был рожден в Бансю, 12 Тэнсё [1584], в год Обезьяны». Историк Камико Тадаси на основе немногих существующих текстов Миямото Мусаси утверждает: «[…] Мунисай был отцом Мусаси… он жил в деревне Миямото, округ Ёсино [Провинция Мимасака]. Скорее всего, Мусаси родился именно там». В детстве его звали Бэнносукэ (яп. 弁之助).
Свой первый поединок Мусаси провёл в 13 лет, его противником был Арима Кихэй, самурай из школы воинских искусств Синто-рю. Мусаси швырнул его на землю и ударил палкой по голове, после чего Кихэй захлебнулся кровью. Второй бой Мусаси провёл, когда ему было шестнадцать лет. Он нанёс поражение прославленному бойцу Акимэ Тадасимэ. На протяжении своего жизненного пути Мусаси вышел победителем в огромном количестве поединков и участвовал в шести войнах, пока, наконец, в возрасте пятидесяти лет не утихомирился и не занялся подведением итогов.
В «Книге пяти колец» Мусаси даёт своё полное имя и титул. Оно звучит как Симмэн Мусаси но Ками Фудзивара но Гэнсин. Его отец, Симмэн Мунисай (яп. 新免 無二斎), был мастером меча и дзюттэ, полностью посвятившим свою жизнь боевым искусствам. Отцом Мунисая был Хирата Сёгэн (яп. 平田 将監), вассал Симмэна Ига, господина замка Такэяма (современная префектура Гифу), округа Ёсино в провинции Мимасака. Господин Симмэн взял Хирата под свою опеку, тем самым передав ему и всем его потомкам фамилию Симмэн.
За 6 дней до смерти Мусаси составил духовное завещание (по-японски произносится как «Доккодо», 12 мая 1645 года) для своих учеников, которое назвал «Единственный верный Путь»:
1. Не идти наперекор мировому Пути.
2. Не искать удовольствий.
3. Не полагаться на шестое чувство.
4. Думать легко о себе и глубоко о мире.
5. Всю жизнь не искать способов ублажить себя.
6. Ни о чём не сожалеть.
7. Никогда не завидовать другому ни в хорошем, ни в плохом.
8. Не испытывать грусти в разлуке.
9. Не держать зла к себе или другим.
10. Воздержаться от пути влечения.
11. Ничему не отдавать предпочтения.
12. Не владеть драгоценными вещами.
13. Не поддаваться чревоугодию.
14. Не держаться за вещи, в которых больше не нуждаешься.
15. Быть уверенным в себе.
16. Не увлекаться лишним атрибутам, кроме оружия.
17. Не избегать смерти на Пути.
18. Даже в старости не иметь желания владеть или пользоваться чем-либо.
19. Почитать Будду и духов, но не надеяться на них.
20. Пожертвуй своей жизнью прежде, чем пожертвуешь именем.
21. Никогда не отходить от истинного Пути воинского искусства.

## Влияние на культуру
- Десять меченосцев Ёсикава Эйдзи
- Миямото Мусаси — главный персонаж игры Ryū ga Gotoku Kenzan!.
- Аниме «Karakuri Kengo Den Musashi Lord» — детское аниме про роботов с мечами, где главный герой назван в честь Миямото Мусаси.
- Манга «Vagabond» — манга о похождениях Миямото Мусаси.
- Британская группа Iron Maiden посвятила Миямото Мусаси песню «Sun and Steel» (альбом Piece of Mind, 1983 год)
- Аниме «Samurai Champloo» (21 серия) — Миямото Мусаси выступает в роли спасителя одного из главных героев произведения.
- В композиции рэп-исполнителя Babangida «Бусидо» упоминается Миямото Мусаси, а трек «Пять стихий» отсылается к творчеству оного.
- Персонаж Ясуо из соревновательной игры League of Legends является отсылкой к Миямото Мусаси.
- Вымышленный антропоморфный кролик-самурай Миямото Усаги был вдохновлён Миямото Мусаси.
- Дух Миямото Мусаси вселившийся в тело бойца является одним из персонажей книги В. О. Пелевина «Transhumanism Inc.»
- Дух Мусаси Миямото выступает в качестве одного из боссов в сценарии Ниндзя игры Live A Live
- Миямото Мусаси выступает в роли одного из зрителей в аниме и манге Shuumatsu no Walküre во время боя Сасаки Кодзиро
- Миямото Мусаси появлялся в манге Боец Баки в качестве клона, воссозданного с помощью останков Мусаси. Мусаси выступает как антагонист в «Baki-dou»
- Является слугой в игре Fate/Grand Order
- В одной из ежегодных театральных постановок One Piece Premier Show, основанных на аниме и манге One Piece, присутствовал самурай, названный в честь Мусаси.
- В официальном клипе на песню Hordes of Khan группы Sabaton Мусаси первым из оживших экспонатов вступает в бой с Чингисханом, чтобы не дать тому сбежать из музея и нарушить мир во всём мире, наступивший несколько лет назад, согласно сюжету.
- Песня " The Duelist" группы Sabaton посвящена Миямото Мусаси и его жизненному пути.

### В кинематографе
- Мусаси Миямото / Miyamoto Musashi (Япония, 1944), режиссёр Кэндзи Мидзогути
- Сасаки Кодзиро — эпизоды из жизни/Sohen Sasaki Kojiro (Япония; 1950), режиссёр Хироси Инагаки
- «Самурай: Путь воина» / Miyamoto Musashi (Япония; 1954), режиссёр Хироси Инагаки, в роли Миямото Мусаси — Тосиро Мифунэ
- «Самурай 2: Дуэль у храма»
- «Самурай 3: Поединок на острове»
- «Миямото Мусаси» (Япония, 2014) — фильм о Миямото Мусаси по роману «Десять меченосцев» Эйдзи Ёсикавы